# مهدي حاجتي
مهدي حاجتي (بالفارسية: مهدی حاجتی) سياسي إيراني إصلاحي وهو حاليًا عضو في مجلس مدينة شيراز الإسلامي.  وهو أيضًا نائب رئيس مجلس البناء، وعضو مجلس حقوق المواطنين. 